# Větrov (Miličínská vrchovina)
Větrov (676 m n. m.) je vrch v Miličínské vrchovině, na České Sibiři. Nachází se 2 km jihovýchodně od města Votice. Je to výrazný malý strukturně podmíněný vrch z moldanubických kvarcitů, jejichž výchozy vytvářejí skalní tvary (mrazové sruby) a balvanové proudy. Vrchol je zalesněný (smrky, modřín, bříza, místy buk). Blízko vrcholu byla postavena kaple svatého Vojtěcha.